# Boris Vulikh
Boris Zakharovich Vulikh (em russo:  Борис Захарович Вулих; 20 de fevereiro de 1913 – 1 de setembro de 1978) foi um matemático russo que trabalhou com análise matemática. Foi de 1964 a 1978 catedrático de análise da Universidade Estatal de São Petersburgo.

## Vida
Vulikh, proveniente de uma família de matemáticos, estudou na Universidade Estatal de São Petersburgo, orientado por Grigory Fichtenholz.

## Obras
- com Leonid Kantorovich, Aron Grigorjewitsch Pinsker: Funktionalanalysis partiell geordneter Mengen (em russo), GITTL, Moskou-Leningrado, 1950
- Introduction to the theory of partially ordered spaces, Groningen: Wolters-Noordhoff Scientific Publications, 1967
- Introduction to functional analysis for scientists and technologists. International Series of Monographs on Pure and Applied Mathematics 32, Oxford: Pergamon Press 1963
- Ein kurzer Lehrgang in der Theorie der Funktionen einer reellen Variablen (em russo), Nauka, Moskau 1973
- com Z. D. Kolomoitseva, G. P. Safronova: Analysis. Reihen, Integrationstheorie für Funktionen einer Variablen (em russo), Leningrad, LGU, 1970
- com A. N. Podkorytov: Einführung in die Analysis (em russo). In.: Ausgewählte Kapitel in Analysis und höherer Algebra. Leningrad, LGU, 1981, p. 78-128.